# Radiicephalus elongatus
Radiicephalus elongatus là một loài cá biển được tìm thấy ở trung tâm và phía đông Đại Tây Dương và đông Thái Bình Dương. Nó là loài duy nhất được biết đến trong chi Radiicephalus cũng như họ Radiicephalidae.

## Phân bố
Tại đông Đại Tây Dương: Ngoài khơi Morocco và quần đảo Azores về phía nam tới mũi Cape, Nam Phi. Tại đông Thái Bình Dương: Tìm thấy tại khu vực hải lưu California. Tìm thấy ở độ sâu từ 570 m trở xuống.

## Đặc điểm
Loài này phát triển đến chiều dài tổng cộng 76 xentimét (30 in). Vây lưng: tia gai 0, tia mềm 152-160. Vây hậu môn: tia gai 0, tia mềm 6 - 7. Đốt sống 114 - 121. Thân và đuôi màu trắng bạc, gốc lưng màu ánh đen. Tia nắp mang 4-6. Vây bụng: không có ở cá trưởng thành.
Cá trưởng thành ăn cá họ Myctophidae và có lẽ cả động vật giáp xác nhóm Euphausiacea. Là loài đẻ trứng, với cá bột sống phiêu sinh. Chúng có khả năng phóng ra chất dịch màu nâu sẫm từ túi mực khi rơi vào tình trạng hoảng sợ.